# Friedrich Wilhelm Gotter
Friedrich Wilhelm Gotter est poète allemand, né à Gotha en 1746, mort en 1797. 

## Biographie
Lorsque son éducation fut terminée, il se rendit à Gœttingue, où il étudia le droit (1763-1766). Il se familiarisa avec les littératures anglaise, italienne et française, entra en relation avec l’acteur Eckhof, qui contribua à lui donner le goût de la poésie dramatique, et fit représenter, sur un théâtre de société, deux petites comédies qui eurent du succès. 
En 1766, Gotter devint secrétaire de légation à Wetzlar. En 1766, il alla de nouveau à Gœttingue, où il publia, avec Bage, l’Almanach des Muses, séjourna ensuite à Wetzlar, où il se lia avec Gœthe, et finit par se fixer dans sa ville natale, en qualité de secrétaire intime de la chancellerie (1771). 
C’est là qu’il passa presque tout le reste de sa vie. Toutefois, en 1774, il fit un voyage à Lyon et s’attacha alors à bien connaître le théâtre français. De retour à Gotha, il composa la plupart de ses œuvres les plus estimées. 
Gotter était doué d’un remarquable talent comme improvisateur et montra, à plusieurs reprises, qu’il pouvait devenir un acteur de premier ordre. Il s’est essayé avec succès dans presque tous les genres de poésie. Il a laissé des poésies légères pleines de finesse, de grâce et de sentiment, et animées par une douce philosophie. 
On lui doit aussi des tragédies, des comédies et des opéras, généralement imités des théâtres étrangers, et surtout des auteurs français, mais auxquels il a su donner une forme originale. Voici l’ordre de publication de ses œuvres : Opéras (1778) ; Poésies (1787-1788, 2 vol.) ; Comédies (1795) ; Œuvres posthumes (1802, in-8°).

## Source
« Friedrich Wilhelm Gotter », dans Pierre Larousse, Grand dictionnaire universel du XIXe siècle, Paris, Administration du grand dictionnaire universel, 15 vol., 1863-1890 [détail des éditions].